# Thomas Phillips (admirał)
Thomas „Tom” Spencer Vaughan Phillips (ur. 19 lutego 1888 w Falmouth, zm. 10 grudnia 1941 na Morzu Południowochińskim, w pobliżu Kuantanu) – admirał marynarki wojennej Wielkiej Brytanii.

## Życiorys
Pochodził z rodziny o wojskowych tradycjach: jego ojciec Thomas Vaughan Wynn Phillips był pułkownikiem armii brytyjskiej, a matka – Louisa Mary Adeline de Horsey Phillips – córką admirała Algernona Fredericka Rous de Horseya. 
Do marynarki brytyjskiej Royal Navy wstąpił w roku 1903. W 1907 otrzymał stopień porucznika marynarki (ang. Sub-Lieutenant), zaś w czerwcu 1908 – kapitana marynarki (Lieutenant). W czasie I wojny światowej służył na niszczycielach operujących na Morzu Śródziemnym oraz na Dalekim Wschodzie. W latach 1920–1922 był doradcą wojskowym Ligi Narodów. W czerwcu 1921 otrzymał awans na komandora porucznika (Commander), natomiast w czerwcu 1927 został mianowany komandorem (Captain). W 1932 rozpoczął pracę w brytyjskiej Admiralicji. W 1938 promowany został do stopnia komodora (Commodore), a rok później został kontradmirałem (Rear-Admiral) oraz dowodził flotyllą niszczycieli Floty Metropolii Home Fleet. Od 1 czerwca 1939 do 21 października 1941 był zastępcą Pierwszego Lorda Morskiego (First Sea Lord), admirała Dudleya Pounda. W tym okresie zyskał zaufanie Winstona Churchilla, który w lutym 1940 mianował go wiceadmirałem (Vice-Admiral). W czerwcu 1941 w zdecydowany sposób skrytykował działania wywiadu brytyjskiego po zatopieniu krążownika liniowego HMS „Hood” w pobliżu Cieśniny Duńskiej.
W październiku 1941 roku otrzymał stopień admirała oraz mianowany został dowódcą Floty Dalekiego Wschodu, co wzbudziło kontrowersje wśród brytyjskich wyższych oficerów, posiadał bowiem małe doświadczenie w bezpośrednim dowodzeniu siłami morskimi. 25 października, na czele Zespołu G (Force G), w skład którego wchodziły okręty liniowe HMS „Prince of Wales” i „Repulse” oraz niszczyciele HMS „Electra”, „Express”, „Encounter” i „Jupiter”, wyruszył do Singapuru, docierając tam 2 grudnia. Po przystąpieniu Japonii do wojny 8 grudnia 1941 (w tym dniu nastąpiła również inwazja na Malaje) wyruszył na czele Zespołu Z (Force Z – HMS „Prince of Wales”, „Repulse” oraz niszczyciele HMS „Electra”, „Express”, „Tenedos” i HMAS „Vampire”) w poszukiwaniu inwazyjnych sił japońskich. Błędem Brytyjczyków było jednak pozbawienie ich zespołu osłony samolotów myśliwskich. Po wykryciu przez japoński okręt podwodny okrętów alianckich, doszło w dniu 10 grudnia do powietrzno-morskiej bitwy pod Kuantanem, w wyniku której bombowce japońskie zatopiły oba brytyjskie okręty liniowe. W bitwie śmierć poniosło 840 marynarzy brytyjskich, wśród nich admirał Thomas Phillips.

## Odznaczenia
Był Komandorem Orderu Łaźni (KCB), Orderu Imperium Brytyjskiego (OBE) oraz Orderu Wybitnej Służby (DSO).